# 硝尔库勒
硝尔库勒是一个位于中国新疆克孜勒苏州阿图什市哈拉峻乡的盐湖，属于蒙新高原鹽湖区，面积约为52.96平方千米，平均水深1.2米，湖水中富含芒硝。